# Loxotaphrus rosadoi
Loxotaphrus rosadoi is een slakkensoort uit de familie van de Cancellariidae. De wetenschappelijke naam van de soort is voor het eerst geldig gepubliceerd in 2000 door Beu & Verhecken.